# Кунаєв Аскар Мінліахмедович
Аскар Мінліахмедович Кунаєв (14 липня 1929, місто Алма-Ата, тепер Алмати, Казакська АСРР — 31 березня 1999, місто Алмати, Республіка Казахстан) — радянський державний діяч, президент Академії наук Казахської РСР (1974—1986). Канидат у члени ЦК КПРС у 1976—1986 роках. Депутат Верховної ради СРСР 9—11-го скликань. Доктор технічних наук, професор (1970). Академік Академії наук Казахської РСР (з 1972). Член-кореспондент Академії наук СРСР (з 26.11.1974 по Відділенню фізико-хімії і технології неорганічних матеріалів). Академік Академії наук СРСР (з 29.12.1981).

## Життєпис
У 1951 році закінчив Московський інститут сталі і сплавів.
У 1951—1953 роках — сталевар, майстер, начальник зміни цеху Казахського (Карагандинського) металургійного заводу в місті Теміртау Карагандинської області Казахської РСР.
У 1953—1970 роках — аспірант, старший лаборант, молодший, старший науковий співробітник, завідувач лабораторії Інституту металургії та збагачення Академії наук Казахської РСР.

У 1970—1988 роках — директор Інституту металургії та збагачення Академії наук Казахської РСР.
Член КПРС з 1971 року.
У 1972—1974 роках — віцепрезидент Академії наук Казахської РСР.
У квітні 1974 — 1986 року — президент Академії наук Казахської РСР.
У 1988—1999 роках — завідувач лабораторії, почесний директор Інституту металургії та збагачення Академії наук Казахської РСР.
Помер 31 березня 1999 року в місті Алмати. Похований на центральному кладовищі міста Алмати.

## Наукова робота
Дослідження Аскара Кунаєва присвячені розробці фундаментальних основ металургійних процесів, створення нових технологічних систем і апаратів для переробки металургійної сировини. Займався розробкою комплексного використання мінеральної сировини, виробництва легуючих металів, використання висококремнистих позабалансових рідкометалевих руд.

## Основні праці
- «Пірогідрометалургійні способи переробки ванадієвої сировини Казахстану».(Алма-Ата, 1971)
- «Циклонна плавка» (Алма-Ата, 1974)
- «Електротермія в металургії вторинного свинцю» (Алма-Ата, 1980)
- «Агломерація фосфоритів» (Алма-Ата, 1981)
- «Основи комплексного використання сировини в кольоровій металургії» (Алма-Ата, 1983)

## Родина
Дружина — Ауезова Лейля Мухтарівна. Сини Діар та Ельдар.

## Нагороди
- орден Леніна (13.07.1979)
- орден Жовтневої Революції
- орден Трудового Червоного Прапора
- медалі
- двічі Державна премія СРСР (1978, 1984)
- двічі Державна премія Казахської РСР (1973, 1982)
- заслужений діяч науки Казахської РСР (1977)